# Euforia (banda)
Euforia es una banda de punk rock, pop punk y rock alternativo de Temperley, zona sur de Gran Buenos Aires, Argentina, formada en el año 2000 por tres hermanos: Sebastián Etchegoyen (guitarra, voz principal, coros), Alejandro Etchegoyen (batería) y Fernando Etchegoyen (bajo, voz principal, coros). 
Desde ese entonces participó de recitales y festivales tanto nacionales como internacionales, junto a bandas como NoFX, Millencolin, Massacre, Carajo, El Otro Yo, Shaila, Smitten, Wdk, Expulsados, Cadena Perpetua, 2 minutos, Eterna Inocencia, Attaque 77, entre otros. El 22 de octubre de 2010, en el concierto de Green Day en Buenos Aires, el bajista y vocalista de la banda logró subir al escenario a cantar una canción con ellos frente a 40 mil personas.
En 2011 se editó su tercer disco Rompecabezas, producido por Raymundo Fajardo (ex-baterista de El otro yo, actual baterista de Jauría), con Pablo Barros como ingeniero de sonido y Hernán Langer (guitarrista de Carajo) a cargo de las guitarras, el cual fue editado de la mano del legendario sello de punk rock, Patea Discos.

## Formación y Despertá! (2000 - 2004)
A partir del año 2000, Euforia comenzó a presentarse en distintos lugares ganando cada vez más público y un lugar bastante reconocido dentro la escena under nacional. En mayo de 2002 editaron su primer EP, con el cual se presentaron en importantes escenarios de Buenos Aires.
A partir de 2002, la banda comenzó a crecer cada vez más, hasta que en agosto de 2004 editó su primer CD, Despertá del cual Warner Chappell editó 10 de los 17 temas del disco, que fue distribuido en todo el país y tuvo repercusión en países como Chile, Perú, Brasil y Colombia, y terminó de ser editados por ellos, de la mano de Kumyot Records y la UMI (Unión de músicos independientes). Se presentaron en muchísimas ocasiones a lo largo de todo Buenos Aires y Capital Federal, como así también en este año realizaron su primera gira nacional visitando Mendoza, San Luis, San Juan y Santa Fe. La banda obtuvo varias notas en medios como Radios, Diarios Crónica, Clarín Zonal, Suplementos Si! y No!, y otros medios.
Canciones
1. Imposible
2. Bajo el sol
3. Bimental
4. Último verano
5. Encandilados
6. Quiero Decirte
7. Despertá
8. Mil Estrellas
9. Skabiando
10. Te acordas
11. Escapar
12. Volando
13. No se!
14. Titania
15. Yo que se
16. Yo recuerdo
17. Promesas rotas.

## Inconsciente (2007 - 2008)
El 11 de mayo de 2007 se terminó de editar Inconsciente, un disco de 14 temas producido íntegramente por la banda desde la grabación hasta la gráfica, nuevamente de forma independiente. Este disco fue el fruto de mucho trabajo y pudo reflejar el momento en que estaba el grupo. Mediante éste, pudieron recorrer de nuevo varias provincias y los impulsó a un crecimiento muy bueno, que les abrió puertas para conocer y compartir escenario con importantes bandas de la escena. Su primer videoclip fue el tema "Nunca más" de este disco y luego "Mentiras", teniendo el primero más difusión que el otro, pudiendo verse por la cadena Much Music. A lo largo de este año hicieron una gira de cerca de 50 fechas.
Canciones
1. No sé por qué
2. Que estés ahí
3. Nunca más
4. Primavera
5. Mi corazón usa drogas
6. Ramembú
7. Mentiras
8. En el mar
9. Flores negras
10. No hay tiempo
11. Y. A. V. I.
12. Mafiocracia
13. Quiero ser normal
14. La llave

Después de la tragedia de Cromañón, ya que no se podía tocar, tuvieron todo un año para componer y grabar y se llevaron al límite de lo que podían dar a propósito. Cuando se pusieron a componer Rompecabezas entre fines de 2007 y principios de 2008, siendo la meta ganarle a Inconsciente, componiendo desde el lugar más punk, buscando ir a la melodía y la energía.

## Rompecabezas(2010 - 2011)
Compusieron 35 canciones, quedaron 15 y después 13. Hubo mucho filtro y mucho trabajo de Ray (El Otro Yo) como productor, aprendiendo un montón con él y ordenándolos muchísimo como banda, notándose muchísimo en las canciones que compusieron durante 2010. Demandó mucho trabajo y se pulieron como músicos buscando mejores sonidos y perfeccionando la interpretación. En este, su tercer disco, empezaron a encontrar su propio sonido.
Después de que Fernando se subiera con Green Day empezaron a tener mucho feedback de gente de Latinoamérica y el interior del país. El disco fue publicado en su web oficial completamente gratis, con el objetivo de llegar a todos de igual manera. El disco se presentó en la web en enero de 2011. La presentación en vivo fue en Peteco's el 26 de febrero de ese año.
Rompecabezas posee un videoclip del corte "Juego Enfermo" realizado en abril de 2011.
Canciones
1. Juego enfermo
2. Cambiar
3. Otra vez
4. Lo que fui
5. Ahora
6. Ilusiones rotas
7. Todo mal
8. Cansados
9. No más
10. Digas lo que digas
11. Así es mejor
12. No mires atrás
13. Ya fue

Durante todo el año 2011 hasta septiembre estuvieron girando por la Provincia de Bs. As y Gran Buenos Aires. Tuvieron que suspender todas las fechas programadas desde septiembre en adelante, porque el baterista, Alejandro, sufrió una lesión que no le permitió tocar y realizó un tratamiento para recuperarse. A fines de 2011, se presentaron como banda invitada en algunas ocasiones ya que a Alejandro le había dado el alta y podía empezar a tocar de nuevo. También se encontraban realizando demos de lo que sería su próximo disco. A fines de enero se presentaron en Basso Punto Rock Fest, en la provincia de Entre Ríos. El festival fue gratuito, y hubo una colecta de juguetes, instrumentos musicales, golosinas o demás material para el comedor Enrique Berduc. Los siguientes meses Euforia se fue presentando con distintas bandas por Zona Sur, La Plata y otros lugares del conurbano bonaerense. En el mes de marzo se volvieron a presentar con Expulsados, Shaila y otras bandas en lo que fue el NoSoyRock. El 5 de julio se presentaron en el Estadio Malvinas Argentinas como soportes de la banda californiana NoFX, junto a No Demuestra Interés, frente a un importante público. El 6 de julio viajaron a la localidad de Tandil, para tocar junto a Massacre

## Antídoto (2012 - 2013)
A mediados de mayo de 2012 comenzó la producción de lo que sería su cuarto disco de estudio, Antídoto, bajo la producción de Pablo Coniglio.
Entraron en el estudio de grabación Soundbusters a fines de junio de 2012 a grabar, en principio, los instrumentos de su cuarto independiente. Entre agosto y octubre se realizó la grabación integra y materialización del disco. 
La banda publicó el 30 de octubre una de estas canciones, llamada "Ojos de Ren" y el 16 de noviembre se publicó por las redes sociales que Antídoto ya estaba para descargar, además de que salió el videoclip del corte "Sin remedio". En agosto de 2013 salió otro nuevo clip de la canción "Al Borde". 
El 15 de septiembre de 2013, Euforia se presentó en The Roxy, presentando el disco y lanzándolo en formato físico. Además de este mismo show, la banda editara su primer álbum en vivo y en directo. 
Canciones
1. Señales
2. Ojos de Ren
3. Perro Verde
4. Sin Remedio
5. Tan Normal
6. Fácil Se Va
7. Al Borde
8. Ya no
9. Anacrónico
10. Otra Seca
11. Tiempo Atrás
12. Nada es Real
13. Nada Ni Nadie
14. Antídoto